# Кагор (кріплене вино)
Про французьке вино див. Кагор (сухе вино)
Кагор — поширене на пострадянському просторі кріплене червоне десертне вино. Як правило, виробляється методом теплової обробки: нагріванням сусла і вичавок (мезги) до 65-80 °C, наступним зброджуванням сусла і витримкою не менше 2-3 років.
Назва походить від французького сухого вина, яке виготовляється в околицях міста Кагор (Каор). За легендою, Петро I, захоплюючись кагорським вином з Франції, нав'язав його російській церкві як вино для таїнства причастя. Насправді кагорське вино спочатку з'явилось в раціоні матросів і лише через багато років стало використовуватися для здійснення таїнств.
На території колишнього СРСР кагор може виготовлятися з різних сортів винограду: каберне совіньйон (йому віддається перевага в Молдові), мерло, сапераві, причому мальбек, що становить основу французьких кагорів, в ньому може взагалі не бути. Для кагору характерні відносно високий вміст і цукру (зазвичай 160—193 г/л), і спирту (зазвичай 11 — 16,5 %).
Кагор відрізняється ошатним темно-рубіновим забарвленням, повнотою, м'якістю, бархатистістю, тонкими какао — шоколадними тонами в смаку і букеті. Вино має подаватися при температурі +18 °C в келиху тюльпаноподібної форми. Кагор універсальний до різної гастрономії. Може подаватися під жирне м'ясо, смаженого гусака, баранину або дичину, а також з десертом (наприклад, з шоколадними десертами, морозивом або варенням).

## Історія
Коли Росія ще не мала виходу до південних морів і не виробляла власного вина, його завозили для відправлення культу з Греції та інших середземноморських країн (зокрема, з Беникарло в Іспанії). У разі недоступності вина його замінювали іншими алкогольними напоями: вишневою наливкою, яблучним квасом і т. д. На відміну від католицьких країн, використання білого вина для причастя не допускалось.
Після того, як за Петра I в Росії стали ввозити кагор (називається 1733 рік, але іноді і кінець XIX століття), Священний синод визнав його і іспанськe Бені-Карло винами, придатними для церковних потреб. Це пояснювалося їх насиченим червоним кольором: навіть після розведення водою перед Причастям вино не втрачало яскравого червоного кольору, який символізував кров Христа.
Грецькі вина, які традиційно використовувалися під час богослужінь російським духовенством, були, як правило, солодкими (того ж типу, що мавродафні, нама і ві(н)санто), тому що вино з високим вмістом цукру і спирту зберігається краще і довше. Віруючі звикли до їх смаку, через що в Росії були популярні французькі «Кагор», «ВІСАНТ» з високим вмістом цукру (тоді як в звичайному французькому кагорі допускається максимум 2 г/дм³ цукру).
У XIX столітті в Російській імперії була освоєна технологія виробництва власних солодких вин «з підігрівом»: спочатку на території Молдови, потім в Криму. В кінці XIX століття професор М. О. Ховренко разом з М. Ф. Щербаковим, С. Ф. Охріменком та іншими розробили для князя Льва Сергійовича Голіцина особливу технологію виробництва кагору. Так з'явилися солодкі кріплені вина «Церковне», «Великоднє», «Соборне». Еталоном російської кагору став кримський «Південнобережний».
У кінці XIX століття монополія на поставку причасного вина в храми Росії дозволила Петру Арсенійович Смирнову стати одним з найбагатших людей країни. Виникненню даної монополії передувала тривала підкилимна боротьба у фінансовому відомстві.
Більшість кагорів радянського часу беруть початок від кюрдамирського «вареного вина», виготовленого в 1907 році Долгановим і Дубиніним з високоцукристого винограду . Починаючи з 1927 року воно випускалося під хитромудрою назвою «Лікувальне вино типу Сен-Рафаель». Під час Великої Вітчизняної війни вироблений в Узбецькій РСР кагор «Узбекистон» входив в норму забезпечення госпіталів для одужуючих бійців і командирів Червоної Армії.

## Технологія
Велика частина кагорів виробляється із застосуванням термічної обробки виноматеріалів. Виноград збирають, коли вміст цукрів у ньому досягає 220 г / дм³ (22 %), і переробляють, відокремлюючи гребені. Отриману мезгу нагрівають до 65 °C і залишають в резервуарах для охолодження і підброджування (повинно збродити цукру не менше 30 г/дм³, або 3 %). Потім відокремлюють сусло, що бродить від твердих частин мезги й вводять ректифікований спирт до заданих кондицій.
До кагорів відносять і деякі вина, що готувалися без підігріву. Замість термічної обробки мезгу підброджують, потім спиртують до заданих кондицій і витримують в герметичних резервуарах протягом 2-5 місяців. Потім заспиртований матеріал відокремлюють від мезги та направляють на відповідну обробку. Нагрівання і спиртування з наступним настоюванням сприяють більш повному переходу в сусло фарбувальних речовин, тому вино набуває темно-червоний колір.
Якість кагору в Росії регулюється вимогами ГОСТ 32030-2013 «Вина столові й виноматеріали столові. Загальні технічні умови» і ГОСТ Р 52404-2005 «Вина спеціальні та виноматеріали спеціальні. Загальні технічні умови». Багато виробників ігнорують вимоги ГОСТів. Під назвою кагору можуть продаватися і винні напої, які не відповідають елементарним стандартам якості.